# Ny Illustrerad Tidning

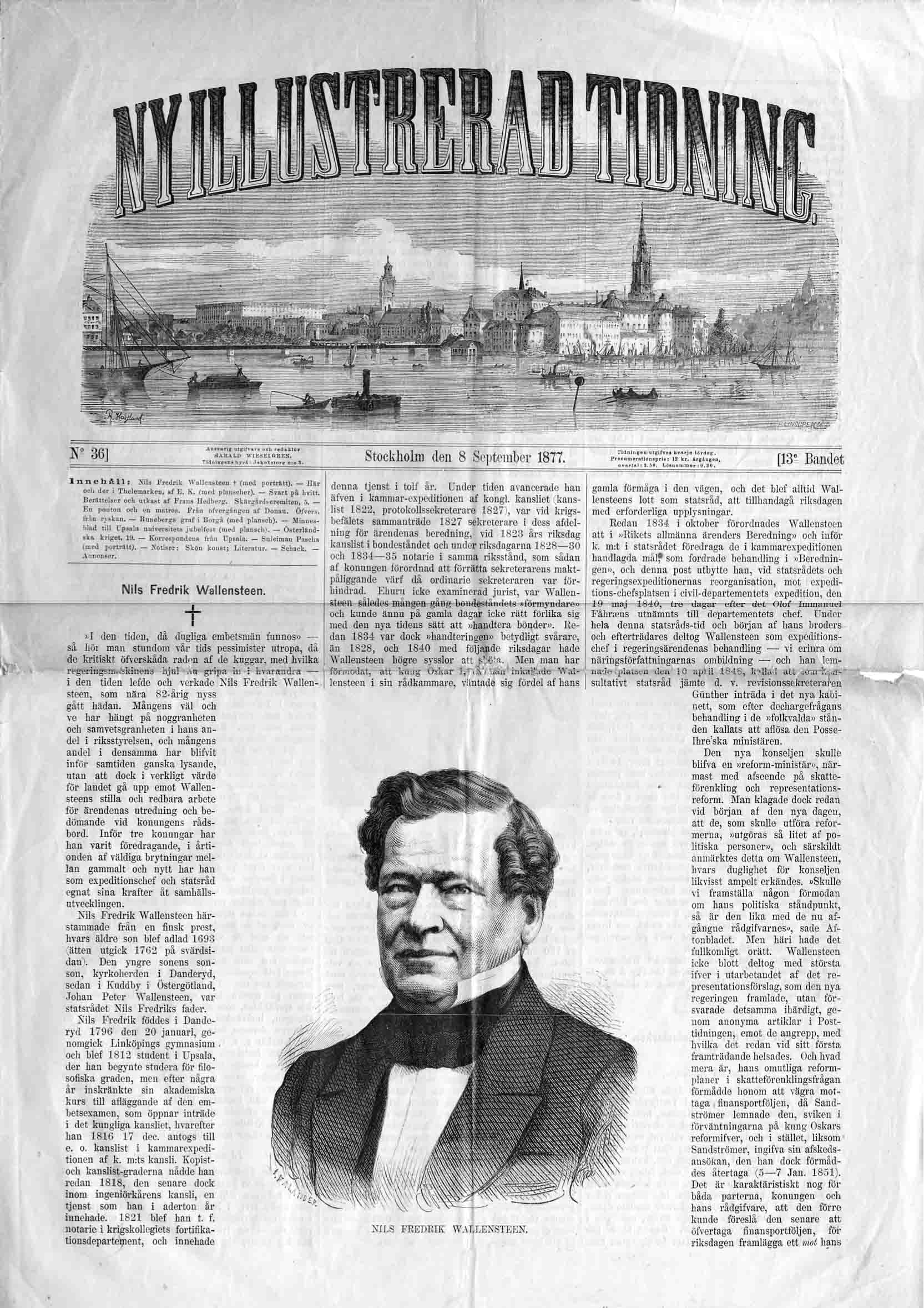
Deckblatt der Zeitung vom 8. September 1877

Die Ny Illustrerad Tidning (dt. Neue Illustrierte Zeitung) war eine schwedische Wochenzeitung. Sie erschien in Stockholm von 1865 bis 1900. Die Zeitung erschien samstags und war mindestens acht Seiten stark. Neben den zahlreichen Illustrationen, zu deren Anfertigung die Zeitung ein eigenes Studio gründete, enthielt sie als Textbeiträge Lebensläufe, die oft von Harald Wieselgren verfasst waren, Novellen, Gedichte, Essays sowie Rezensionen zu verschiedenen politischen, kulturellen und wissenschaftlichen Themen.